# International Musicological Society
L'International Musicological Society (IMS), in italiano Società Internazionale di Musicologia, è una società scientifica internazionale fondata per favorire il progresso degli studi di musicologia tramite la cooperazione internazionale. Ha sede a Basilea, ed è parte del Conseil International de la Philosophie et des Sciences Humaines (CIPSH), organizzazione affiliata all'UNESCO.
Posso fare parte dell'Associazione individui, associazioni, istituzioni, biblioteche e organizzazioni. Fra i membri istituzionali figurano l'American Musicological Society (AMS), la Royal Music Association, il Deutscher Musikrat, la Fondazione Internazionale Mozarteum, la Österreichische Gesellschaft für Musik, la Società Italiana di Musicologia e la Société française de musicologie.

## Storia
L'International Musicological Society fu fondata dal musicologo francese Henry Prunières il 30 settembre 1927, durante le celebrazioni del centenario della morte di Beethoven. La sua azione desiderava resuscitare l'International Music Society, dissolta nel 1924, e fu accolta con grande favore.

## Attività
L'IMS organizza un congresso internazionale ogni cinque anni, negli anni che terminano con 2 o 7. Durante i congressi, i membri eleggono il direttorio. Nell'intervallo fra un congresso e l'altro, l'associazione sostiene simposi internazionali su argomenti specifici.
L'IMS pubblica Acta Musicologica, una rivista semestrale stampata in diverse lingue che ospita contributi musicologici di importanza internazionale. Dal 1954, la rivista è pubblicata dall'editore Bärenreiter di Basilea. Attuali direttori (2015) sono Federico Celestini e Philip V.Bohlman.
L'IMS collabora attivamente con l'Associazione Internazionale Biblioteche, Archivi e Centri di Documentazione Musicali nell'ambito dei seguenti progetti:
- RISM-Répertoire International des Sources Musicales (Repertorio Internazionale delle Fonti Musicali) [1]
- RILM-Répertoire International de Littérature Musicale (Repertorio Internazionale della Letteratura Musicale) [2]
- RIdIM-Répertoire International d’Iconographie Musicale (Repertorio Internazionale dell'Iconografia Musicale) [3]
- RIPM-Retrospective Index to Music Periodicals (1760-1966) (Repertorio internazionale dei periodici musicali dal 1760 al 1966) [4]